# Дитрих фон Олденбург
Дитрих фон Олденбург Щастливия (на немски: Dietrich von Oldenburg; на латински: Teudericus Fortunatus, * 1390, † 14 февруари 1440) от фамилията Дом Олденбург е граф на Олденбург от 1423 до 1440 г. Неговият най-голям син граф Кристиан I става през 1448 г. крал на Дания, а по-късно и на Норвегия и Швеция.
Дитрих е вторият син на граф Кристиан V и съпругата му Агнес фон Хонщайн-Херинген.
Между 1402 и 1407 г. Дитрих живее в замък Велсбург (в Дьотлинген), който е разрушен през 1407 г. от жителите на Бремен. Той последва на трона по-големия си брат Кристиан VI.
Дитрих фон Олденбург се жени първо за Аделхайд фон Олденбург-Делменхорст († ок. 1404).
Дитрих фон Олденбург се жени втори път през 1423 г. за Хайлвиг фон Холщайн (1400–1436), дъщеря на Герхард VI фон Шлезвиг-Холщайн-Рендсбург (1367–1404) и Катарина Елизабет фон Брауншвайг-Люнебург (1385–1423), най-възрастната дъщеря на херцог Магнус II от Брауншвайг-Люнебург. Техни деца са:
- Аделхайд (* 1425; † 1475) – омъжена за 1. граф Ернст III фон Хонщайн († 1454) и 2. Гебхард VI фон Мансфелд († 1492)
- Кристиан I (* 1426; † 1481), граф на Олденбург; крал на Дания (1448-1481), крал на Норвегия (1450-1481) и крал на Швеция (1457-1464); херцог на Шлезвиг и Холщайн
- Мориц IV (* 1428; † 1464), граф на Делменхорст
- Герхард Смели (* 1430; † 1500), граф на Олденбург и Делменхорст

Дитрих има извънбрачна дъщеря „Мете фон Вунсфлете“ (* ок. 1410), която се омъжва 1431 г. за Ремберт Бернефуер (* ок. 1405; † сл. 1488), по-късният дрост на Олденбург, Делменхорст и Вилдесхаузен.